# Herre, när skall jag dig skåda
Herre, när skall jag dig skåda är en psalm om det kristna hoppet inför döden, skriven av Gudmund Jöran Adlerbeth, (1751–1818). Psalmen ingick troligen i 1814 års psalmförslag tillsammans med 16 andra förslag. Psalmen har 8 verser och inleds 1819 med orden:
Herre, när skall jag dig skåda?
O, när vill du kalla mig?
Frälst ur tidens kval och våda
Längtar jag att nalkas dig,
Melodi är Sion klagar med stor smärta.

## Publicerad som
- Nr 485 i 1819 års psalmbok under rubriken "En trogen själs försmak av en salig evighet"
- Nr 566 i 1937 års psalmbok under rubriken "Det kristna hoppet inför döden"